# Bartolomeo Bozanich
Bartolomeo Bozanich (in croato Bartol Bozanić, o anche Bartul o Bartolomej; Verbenico, 12 aprile 1789 – Veglia, 23 agosto 1854) è stato un vescovo cattolico dalmata.

## Biografia
Cresciuto a Verbenico, ricevette la sua formazione iniziale avendo come insegnante il sacerdote Franjo Volarić e continuò gli studi ginnasiali a Veglia sotto la guida di Antonio Giuriceo, futuro vescovo di Ragusa. Completò quindi gli studi di teologia a Vienna. Fu ordinato diacono il 14 luglio 1811 e sacerdote il 19 marzo 1812.
Tra il 1826 e il 1834, Bozanich lavorò nella diocesi di Trieste come direttore e insegnante della scuola principale di Pirano. Successivamente tornò a Veglia, dove ricoprì vari ruoli, tra cui canonico, teologo, penitenziere e supervisore scolastico della diocesi dal 1836 al 1839. Il 4 febbraio 1839 fu nominato vescovo di Veglia dall'imperatore d'Austria Ferdinando I, con la conferma da parte di papa Gregorio XVI avvenuta l'8 luglio dello stesso anno.
Ricevette la consacrazione episcopale il 6 ottobre 1839 per mano dell'arcivescovo metropolita di Gorizia e Gradisca Francesco Saverio Luschin, co-consacranti Antonio Peteani, vescovo di Parenzo e Pola, e Matteo Ravnikar, vescovo di Trieste e Capodistria.
La sua nomina fu accolta con entusiasmo dalla popolazione locale, celebrata da tre poeti popolari.
Bozanich si distinse per i suoi sforzi nell'istruzione: aprì diverse scuole elementari e promosse l'istruzione pubblica. Alla sua morte la diocesi di Veglia contava 19 scuole elementari maschili e 10 femminili, per lo più gestite da sacerdoti. Si adoperò anche per istituire una scuola secondaria e per trasformare il convento francescano in seminario. Durante il suo episcopato, il canonico Franjo Volarić pubblicò vari manuali scolastici in lingua croata.
Nel 1848, insieme ad altri vescovi della provincia ecclesiastica di Litorale-Carniola, Bozanich presentò una petizione al Parlamento di Vienna, sollevando questioni riguardanti i rapporti tra la Chiesa cattolica e lo Stato, nonché la rappresentanza ecclesiastica nel parlamento. La sua eredità è ancora riconosciuta oggi nel campo dell'istruzione e della cultura nella regione. Morì a Veglia il 23 agosto 1854.

## Genealogia episcopale
La genealogia episcopale è:
- Cardinale Scipione Rebiba
- Cardinale Giulio Antonio Santori
- Cardinale Girolamo Bernerio, O.P.
- Arcivescovo Galeazzo Sanvitale
- Cardinale Ludovico Ludovisi
- Cardinale Luigi Caetani
- Cardinale Ulderico Carpegna
- Cardinale Paluzzo Paluzzi Altieri degli Albertoni
- Cardinale Flavio Chigi
- Papa Clemente XII
- Cardinale Giovanni Antonio Guadagni, O.C.D.
- Cardinale Cristoforo Migazzi
- Arcivescovo Michael Léopold Brigido
- Arcivescovo Sigismund Anton von Hohenwart, S.I.
- Arcivescovo Augustin Johann Joseph Gruber
- Arcivescovo Francesco Saverio Luschin
- Vescovo Bartolomeo Bozanich